# NGC 2014
NGC 2014距離地球163,000光年，是在大麥哲倫星系內環繞著一個疏散星團的紅發射星雲。
這個星雲在1826年8月3日被詹姆士·敦洛普發現。它與NGC 2020一起構成了所謂的宇宙礁。
2020年4月24日，美国国家航空航天局为庆祝哈勃空间望远镜30岁生日，公布了当天获取的NGC 2014和 NGC 2020的照片。

## 外部連結
- 维基共享资源上的相關多媒體資源：NGC 2014